# Estación de Milán Central
La Estación de Milán Central (en italiano: Stazione di Milano Centrale) es una de las principales estaciones de ferrocarril de Europa. Es una terminal ferroviaria oficialmente inaugurada en 1931 para reemplazar la vieja Estación Central que había sido edificada en 1864, una estación de tránsito que no podía manejar el aumento del tráfico de pasajeros ocasionado por la apertura del Túnel del Simplon (1906).

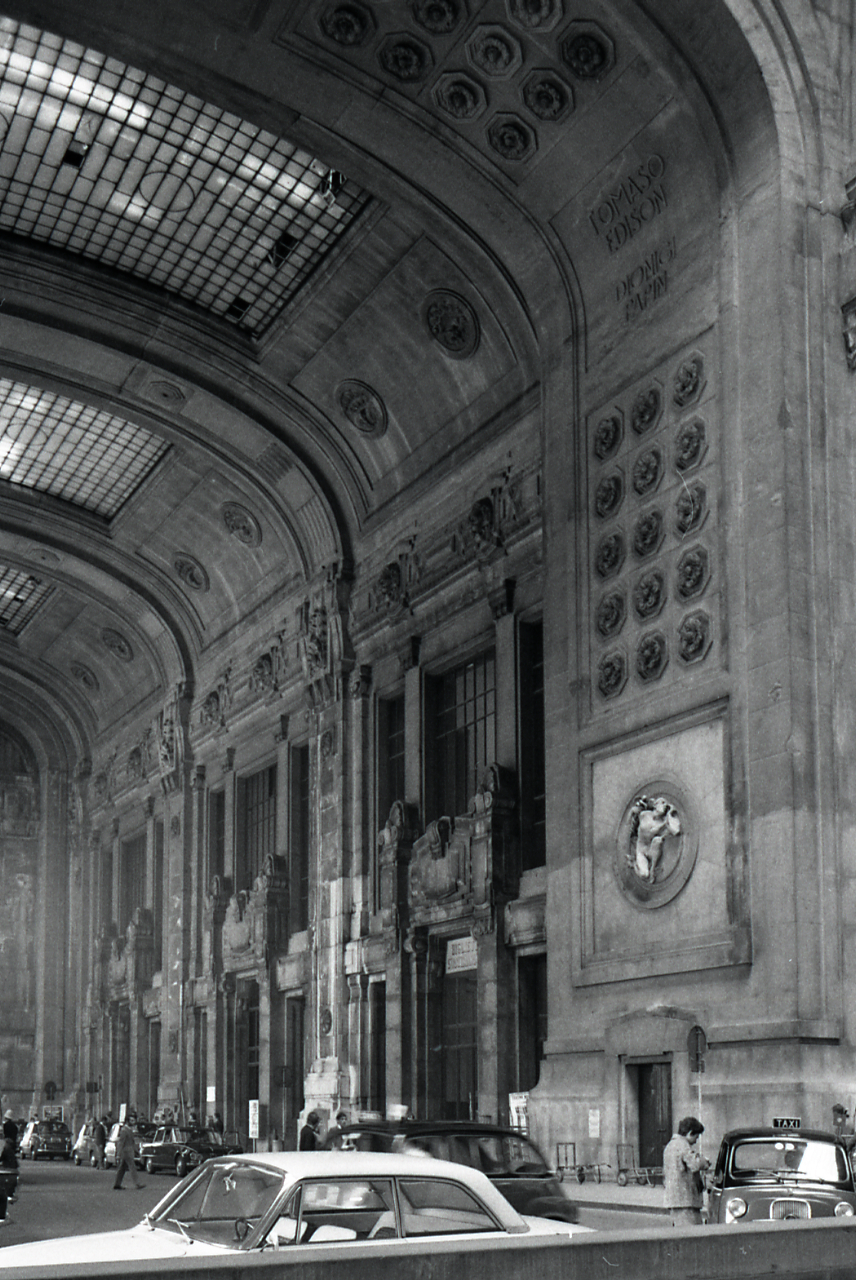
Estación Central de Milán. Foto por Paolo Monti, 1969

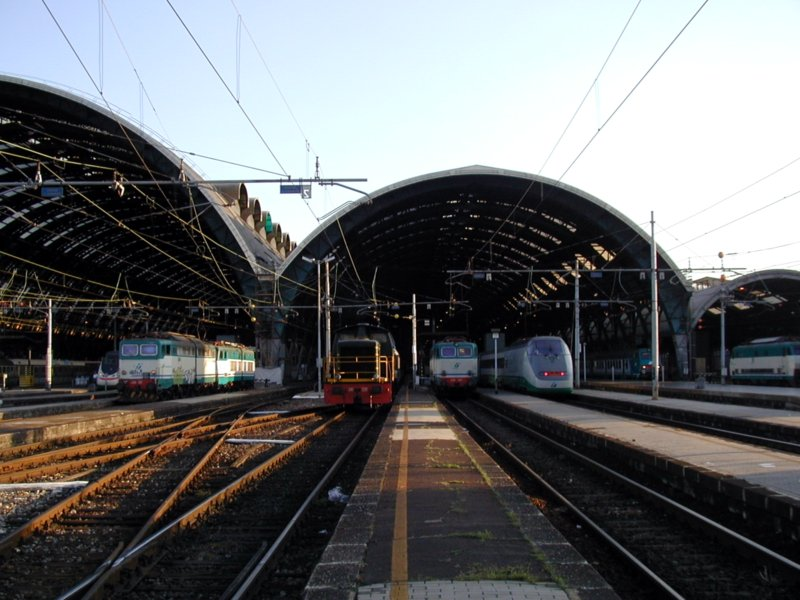
Vista de los andenes de la estación.

El rey Víctor Manuel III de Italia colocó la piedra fundamental de la nueva estación el 28 de abril de 1906, incluso antes de que el proyecto para la estación hubiera sido definido. El concurso definitivo y oficial para su construcción fue ganado en 1912 por el arquitecto Ulisse Stacchini, cuyos diseños fueron modelados sobre la base de la Union Station de Washington, capital de los Estados Unidos de América, después de lo cual la construcción de la nueva estación comenzó. 
Debido a la crisis económica italiana durante la Primera Guerra Mundial, su construcción avanzó muy lentamente, y el proyecto, simple en un principio, fue cambiando constantemente y cada vez se volvía más complejo y majestuoso. Esto sucedió principalmente cuando Benito Mussolini se convirtió en primer ministro, y quiso que la estación de ferrocarril representara el poder del régimen fascista.
Los cambios más importantes fueron el nuevo tipo de andenes y la introducción de grandes cúpulas de acero por parte de Alberto Fava, de 341 metros de largo y cubriendo un área de 66,500 m².
La construcción se reanudó en 1925 y el 1° de julio de 1931 la estación fue oficialmente inaugurada en presencia del Ministro de Relaciones Exteriores Galeazzo Ciano.
Su fachada tiene un ancho de 200 metros y su bóveda una altura de 72 metros, fue todo un récord en su momento. Tiene 24 andenes. Cada día aproximadamente 330,000 pasajeros utilizan la estación, totalizando unos 120 millones por año.
La estación de ferrocarril no tiene un estilo arquitectónico definido, sino que es una mezcla de diferentes estilos, especialmente Art Nouveau y art déco, pero sin limitarse a estos. 
El 25 de septiembre de 2006, fue anunciado un proyecto por €100 millones, que ya está en progreso, para remodelar la estación. Del presupuesto total, €20 millones han sido destinados a restaurar "ciertas áreas de importante valor artístico", mientras que los restantes €80 millones serán utilizados para mejoras más generales en la estación para hacerla más funcional con los actuales servicios. El proyecto incluye el traslado de las taquillas y la instalación de nuevos elevadores y escaleras mecánicas para mejorar la accesibilidad.

## Tráfico
En la estación transitan los trenes de recorrido largo como Frecciarossa, Frecciargento, Frecciabianca, Italo, Intercity, Intercity Notte y varios trenes regionales a Turín y Rímini. También hay trenes internacionales como Eurocity a Suiza y el Frecciarossa a París, además de trenes regionales y locales operados por Trenitalia y Trenord